# Slovenien ved vinter-OL 2022
Slovenien deltog i vinter-OL 2022 i Beijing, Kina i perioden 4. – 20. februar 2022.

## Medaljer
| 2022 Beijing | Guld | Sølv | Bronze | Total |
| Slovenien    | 2    | 3    | 2      | 7     |

### Medaljevindere
| Slovenien under vinter-OL 2022 i Beijing | Slovenien under vinter-OL 2022 i Beijing        | Slovenien under vinter-OL 2022 i Beijing | Slovenien under vinter-OL 2022 i Beijing | Slovenien under vinter-OL 2022 i Beijing |
| Medalje                                  | Navn                                            | Sport                                    | Event                                    | Dato                                     |
| ---------------------------------------- | ----------------------------------------------- | ---------------------------------------- | ---------------------------------------- | ---------------------------------------- |
| Guld                                     | Urša Bogataj                                    | Skihop                                   | Kvindernes normal bakke individuelt      | 5. februar                               |
| Guld                                     | Nika Križnar Timi Zajc Urša Bogataj Peter Prevc | Skihop                                   | Mixed hold                               | 7. februar                               |
| Sølv                                     | Tim Mastnak                                     | Snowboarding                             | Mændenes parallel storslalom             | 8. februar                               |
| Sølv                                     | Žan Kranjec                                     | Alpint skiløb                            | Mændenes storslalom                      | 13. februar                              |
| Sølv                                     | Lovro Kos Cene Prevc Timi Zajc Peter Prevc      | Skihop                                   | Men's large hill team                    | 14. februar                              |
| Bronze                                   | Nika Križnar                                    | Skihop                                   | kvindernes normal bakke individuelt      | 5. februar                               |
| Bronze                                   | Gloria Kotnik                                   | Snowboarding                             | Women's parallel giant slalom            | 8. februar                               |